# Округ Вејн (Њујорк)
Округ Вејн (енгл. Wayne County) је округ у америчкој савезној држави Њујорк. По попису из 2010. године број становника је 93.772.

## Демографија
Према попису становништва из 2010. у округу је живело 93.772 становника, што је 7 (0,0%) становника више него 2000. године.
| Група             | 2000.          | 2010.          |
| Белци             | 86.770 (92,5%) | 85.318 (91,0%) |
| Афроамериканци    | 3.044 (3,2%)   | 2.887 (3,1%)   |
| Азијати           | 437 (0,5%)     | 473 (0,5%)     |
| Хиспаноамериканци | 2.263 (2,4%)   | 3.476 (3,7%)   |
| Укупно            | 93.765         | 93.772         |